# Fausse alerte
Pour les articles homonymes, voir Fausse Alerte (homonymie).
Une fausse alerte est une fraude d'urgence, causant une panique inutile et/ou l'utilisation de ressources (telles que les services d'urgence) dans un endroit qui ne nécessite aucune aide de leur part. Souvent, la répétition de fausses alertes peut amener, dans certains cas et endroits, les individus à les ignorer sachant qu'à chaque fois, celles-ci pourraient être fausses.
Ce concept provient de la fable d'Ésope, intitulée Le Garçon qui criait au loup (ou Le Berger Mauvais Plaisant), où, dans certaines parties, le garçon s'amusait à crier « au loup » sans raison apparente jusqu'à ce qu'un véritable loup vienne ; cela a conduit les gens de la ville à ignorer le garçon alors qu'il criait réellement au loup.
De plus, les fausses alertes peuvent provoque l'engagement de moyens de secours qui de ce fait ne sont plus disponibles : cela peut constituer une perte de chance pour des victimes réelles. Pour cette raison, le fait de communiquer ou de divulguer une fausse information faisant croire à un sinistre et de nature à provoquer l'intervention inutile des secours est un délit dans certains pays.